# Segelsällskapets Fjord
Segelsällskapets Fjord är en fjord på Grönland (Kungariket Danmark). Den ligger i den östra delen av Grönland, 1 400 km nordost om huvudstaden Nuuk.